# Tamara Chalili
Tamara Pietrowna Chalili, ros. Тамара Петровна Халили (ur. w 1915 r. w Estonii, zm. 3 lipca 2001 r. w Nowym Jorku) – rosyjska emigracyjna publicystka, pisarka i dziennikarka radiowa
W 1936 r. ukończyła szkołę pedagogiczną w Tallinnie, po czym uczyła w szkole wiejskiej w kraju peczorskim. Po zajęciu ziem estońskich przez wojska niemieckie latem 1941 r., przeszła wraz z mężem kurs dla pracowników administracyjnych na okupowanych terenach ZSRR. Dostała pracę tłumacza w policji miejskiej w Pskowie, a następnie starszego tłumacza w urzędzie miejskim. Po utworzeniu latem 1943 r. pskowskiego oddziału Rosyjskiego Komitetu na Łotwie została jego członkiem. Organizowała kursy sióstr miłosierdzia Rosyjskiej Armii Wyzwoleńczej (ROA). Po zakończeniu wojny na pocz. lat 50. pod pseudonimem "Piotrowska" zaczęła pracować w Radiu "Głos Ameryki" w Monachium. Od 1953 r. pracowała w Radiu "Wolna Europa" w Nowym Jorku, w którym prowadziła cotygodniową audycję literacką "Primiety wriemieni". Publikowała artykuły w emigracyjnych pismach rosyjskich. Wydała 2 zbiory opowiadań.